# Přírodní jaderný reaktor

Topografická mapa Gabonu.

Přírodní jaderný reaktor pracoval již před dvěma miliardami let v uranovém nalezišti v Oklu, které se rozkládá až do 30 km vzdálené oblasti Bangombe, nedaleko města Franceville, správního centra provincie Haut-Ogooué. Jedná se o oblast západní rovníkové Afriky na území dnešního státu Gabon. O objev se zasloužil v roce 1972 francouzský analytický chemik Bouzigues pracující v závodě na výrobu paliva pro jaderné elektrárny. Při analýze izotopového složení uranu si všiml, že v jednom ze zpracovaných vzorků je obsah 235U nepatrně menší než očekávaných 0,7202 % jako je v zemské kůře, na Měsíci a dokonce i v meteoritech. Naměřená hodnota obohacení byla o 0,0031 % nižší, což se může zdát jako zanedbatelné, ale přesto se tímto malým rozdílem ve Francii začali zabývat. Byly tak provedeny další analýzy izotopového složení uranu, zda se nejedná o chybu a některá měření ukázala dokonce ještě větší rozdíly v zastoupení 235U oproti případu předešlému.

## Objev fosilních reaktorů Oklo
"Fenomén Oklo" byl objeven v roce 1972 v laboratoři závodu na obohacování uranu ve francouzském Pierrelatte. Francis Perrin, narozený v roce 1901 a bývalý vysoký komisař CEA v letech 1951-1971, se na výzkumu fenoménu Oklo nepodílel. 25. září 1972 jako člen Francouzské akademie věd předložil tomuto orgánu pouze dvě zprávy: první s názvem "Sur l'existence d'anomalies isotopiques rencontrées dans l'uranium du Gabon" a druhou s názvem "Sur l'existence dans un passé reculé d'une réaction en chaîne naturelle de fissions, dans le gisement d'uranium d'Oklo (Gabon)".
Rutinní analýza vzorku přírodního uranu odhalila mírný, ale abnormální deficit uranu 235 (235U)9 . Normální podíl 235U je 0,7202 %, zatímco tento vzorek obsahoval pouze 0,7171 %. Vzhledem k tomu, že množství štěpných izotopů je přesně katalogizováno, bylo třeba tento rozdíl vysvětlit, a proto CEA zahájila šetření vzorků ze všech dolů, které CEA provozuje ve Francii, Gabonu a Nigeru, a to ve všech fázích zpracování rudy a čištění uranu.
Při analýzách obsahu uranu a 235U se výrobní oddělení CEA spoléhá na analytickou laboratoř v závodě Pierrelatte a na centrální analytickou a kontrolní laboratoř CEA ve středisku CEA v Cadarache, kterou vede Michèle Neuilly a kde má Jean François Dozol na starosti analýzy hmotnostní spektrometrií.
Analýzy provedené v Pierrelatte a Cadarache ukázaly, že žluté koláče z Gabonu mají proměnlivý, ale stálý deficit 235U.
Dne 7. července 1972 objevili výzkumníci z CEA Cadarache anomálii v uranové rudě z Oklo v Gabonu. Obsah 235U v ní byl mnohem nižší než obvykle pozorovaný10. Izotopové analýzy identifikovaly zdroj úbytku 235U: ochuzený uran pocházel z rudy Oklo těžené společností COMUF. V laboratořích Cadarache a Pierrelatte byla poté provedena kampaň systematických analýz (měření obsahu uranu, měření izotopického obsahu). Analytici z Cadarache zjistili ve vzorcích z rudy Oklo nedostatek 235U ve žlutém koláči ze závodu Mounana (235U = 0,625 %) a ještě větší nedostatek ve žlutém koláči (Oklo M) (235U = 0,44110 %): rudy Oklo 310 a 311 mají obsah uranu 12 % a 46 % a obsah 235U 0,592 % a 0,625 %.
Na základě těchto skutečností se J. F. Dozol ujal iniciativy analyzovat vzorky žlutých koláčů a rudy z Oklo na hmotnostním spektrometru AEI MS 702 s jiskrovým zdrojem (SMSE).
Výhodou SMSE je schopnost produkovat značné množství iontů ze všech prvků přítomných v elektrodách.
Elektrody, mezi nimiž vzniká jiskra, musí být vodivé (k tomu byly vzorky Oklo smíchány s vysoce čistým stříbrem). Všechny izotopy ve vzorku, od lithia až po uran, jsou vyneseny na fotografickou desku (viz foto desky níže). Při zkoumání desky J. F. Dozol zaznamenal zejména u rudy Oklo 311 s velmi vysokým obsahem uranu :
-prvky přítomné ve významném množství kolem hmotností 85-105 a 130-150, které odpovídají dvěma hrbolům ve štěpných výtěžcích 235U. (Hmotnostní rozložení štěpných produktů sleduje křivku "velbloudího hrbu" se dvěma maximy);
-poslední lanthanoidy (holmium až lutecium) nejsou detekovány (nad hmotností 166). V přírodě se vyskytuje všech 14 lanthanoidů; v jaderném palivu, které prošlo štěpnou reakcí, nejsou izotopy posledních lanthanoidů detekovány.

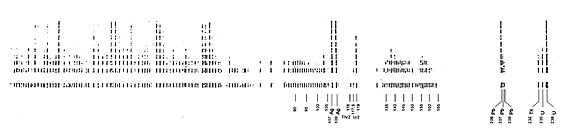
Deska hmotnostního spektrometru ukazující různé izotopy přítomné v rudě OKLO 311

Dalším krokem je izotopová analýza některých prvků na termionizačním hmotnostním spektrometru (en) po chemické separaci neodymu a samaria. Z prvních analýz rudy Oklo M uranate a "Oklo 311" je zřejmé, že neodym a samarium mají izotopické složení mnohem bližší složení, které se nachází v ozářeném palivu, než složení přírodního prvku. Detekce izotopů 142Nd a 144Sm, které nevznikly štěpením, naznačuje, že tyto prvky jsou přítomny i v přírodním stavu, od něhož lze jejich příspěvek odečíst.
Neodym nalezený v Oklo má jiné izotopové složení než přírodní neodym: ten obsahuje 27 % 142Nd, zatímco v Oklu je to méně než 6 %. 142Nd není produkováno štěpením; ruda obsahuje jak štěpením produkovaný, tak přírodní neodym. Z tohoto 142Nd můžeme odečíst přírodní neodym a získat přístup k izotopovému složení neodymu vzniklého štěpením 235U.

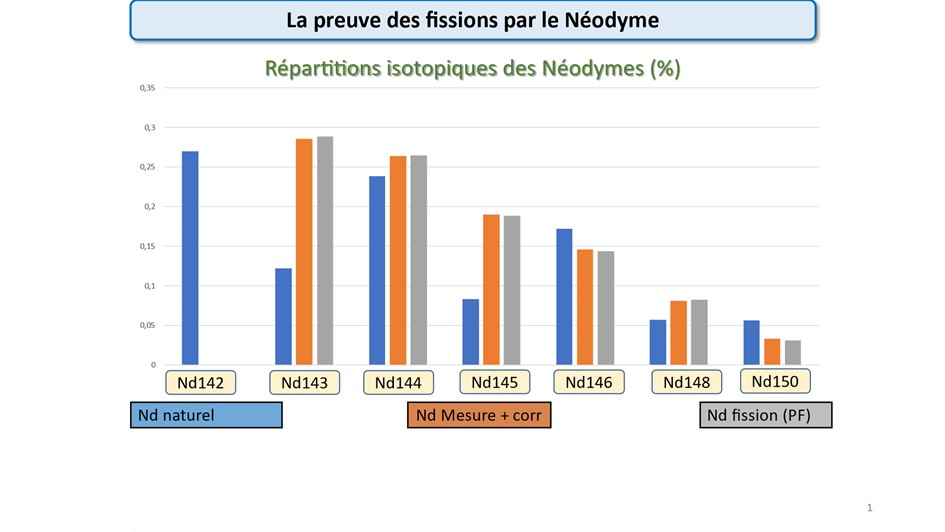
Tento diagram ukazuje přirozený izotopový výskyt neodymu (modrá), který se měří neodymu po odečtení příspěvku přirozeného neodymu a korekci v důsledku záchytu neutronů izotopy 143 a 145 neodymu (oranžově) a také neodymu. vyrobené štěpením 235U (v šedé barvě).

Výsledky analýzy byly předány neutronovému vědci Jeanu Claudu Nimalovi (CEA Saclay), který odhadl neutronový tok přijatý analyzovaným vzorkem z jeho deficitu 235U. To umožnilo odhadnout záchyt neutronů izotopy 143Nd a 145Nd, což vedlo k dodatečné tvorbě 144Nd, resp. 146Nd. Tento přebytek je třeba odečíst, abychom získali štěpné výtěžky pro 235U. Zaznamenáváme (viz obrázek) shodu mezi štěpnými výtěžky a výsledky korigovanými na přítomnost přírodního neodymu a záchyt neutronů:

## Datování jaderných reaktorů v oblasti Oklo
Příčinou sníženého obsahu izotopu 235U ve vzorku bylo částečné vyhoření paliva v době fungování přírodního reaktoru. Díky metodě datování, založené na radioaktivním rozpadu jader s dlouhodobými poločasy rozpadu např. 238U, 147Sm nebo 87Rb, je potvrzeno, že reakce probíhala již před dvěma miliardami let.
Doposud bylo lokalizováno v uranovém nalezišti Oklo více než 16 reaktorových zón a na základě geologických a radiochemických analýz se zjistilo, že ložiska uranu v tamních skalních masívech umožnily vznik a udržení štěpné jaderné reakce o průměrném výkonu cca 100 kilowattů v každé zóně po relativně dlouhou dobu, tj. přibližně 150 tisíc let. Jaderná reakce, která před dvěma miliardami let ve skalním masívu probíhala, je stejná jako ta, která dnes udržuje v chodu jaderné reaktory na celém světě.

## Vznik uranových ložisek v oblasti Oklo
Výskyt kyslíku v rané historii Země měl významný vliv na vznik prvních přírodních jaderných reaktorů. Uran se v přírodě nejčastěji vyskytuje ve čtyřmocné formě, která je nerozpustná ve vodě. V důsledku masivní fotosyntézy v éře zelených rostlin se obsah kyslíku ve vodě rapidně zvýšil, což zapříčinilo oxidaci uranu v horninách na šestimocnou formu, která v přítomnosti atmosférického oxidu uhličitého může ve vodě vytvářet rozpustné urany – karbonátové sloučeniny. Na základě této skutečnosti se stal uran jedním z mnoha prvků vyskytujících se ve stopovém množství ve vodě i dnes. Koncentrace údajně nepřevyšovala několik jednotek ppm, takže uran byl pouze jedním z mnoha iontů ve vodě. Proto pro vznik ložiska s vysokou koncentrací uranu muselo dojít k nakoncentrování uranu z vody. Předpokládá se, že v místě, kde je nyní důlní oblast Oklo, bylo moře, které obsahovalo mnoho mikroorganismů se schopností vázat a zadržovat uran s následnou tvorbou jeho minerálů. Tyto minerály časem na jednom místě vytvořily mohutné uranové ložisko vhodné k nastartování jaderné reakce v přírodních reaktorech. 

## Nastartování samovolné štěpné reakce
V současné době žádný přírodní reaktor nikde na Zemi nepracuje. Proč to tedy bylo možné před dvěma miliardami let? Klíč k pochopení této skutečnosti je ukryt ve stupni obohacení přírodního uranu izotopem 235. Dnes připadá na každých 100 tisíc jader přírodního uranu v průměru jen asi 720 jader 235U, zbytek je většinou 238U, který tak tvoří více než 99 % přírodního uranu. Víme, že vyvolat jaderné štěpení u 238U je mnohem obtížnější než u 235U. Proto se ve většině typů provozovaných reaktorů palivo obohacuje izotopem 235. To byl také jeden z hlavních technických problémů v počátcích jaderného programu.

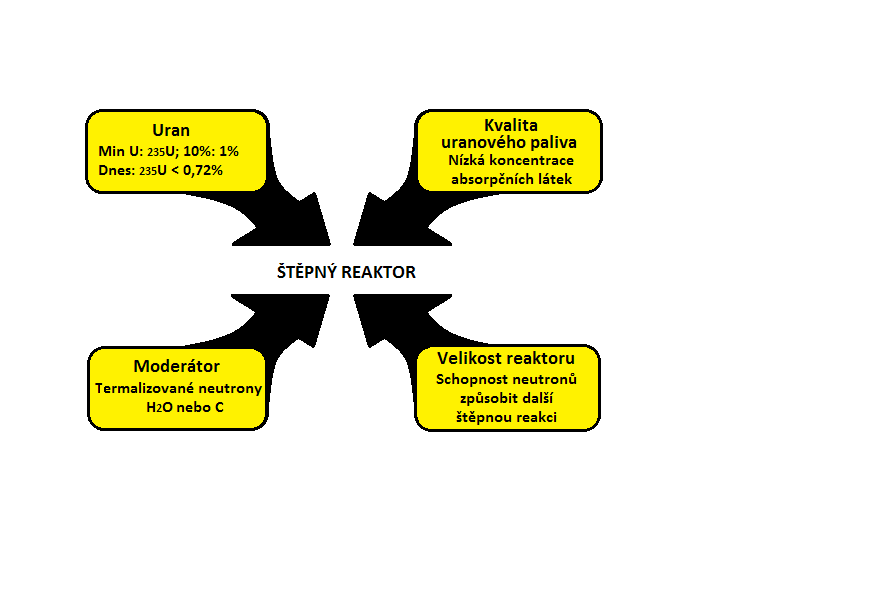
Nutné podmínky pro spuštění samovolné štěpné reakce.

Jelikož izotopické složení uranu se v průběhu historie Země výrazně mění a tedy ani jeden ze zmíněných izotopů uranu není stabilní, dochází tak k rozpadům těchto jader vyzářením částice alfa (jádra hélia) a stávají se tím součástí známých radioaktivních rozpadových řad, které končí v oblasti mnohem lehčího olova. Poločas rozpadu 238U je srovnatelný se stářím Země, necelých 5 miliard let, zatímco poločas rozpadu 235U je asi šestkrát menší, a to 0,7 miliardy let. To znamená, že 235U se rozpadá rychleji a jeho zastoupení v přírodním uranu neustále klesá. Před dvěma miliardami let, kdy přírodní reaktory v Oklu fungovaly, nebylo toto obohacení jen 0,72 %, jako dnes, ale okolo 3 % (tedy 3000 jader 235U na 100 tisíc jader 238U). Tento fakt je pro pochopení možnosti samovolného nastartování řetězové reakce v prehistorických etapách zemského vývoje zcela zásadní.
Mimo jiné bylo zjištěno, že přírodní reaktory v Oklu si dokázaly část paliva samy vytvořit jadernými reakcemi doprovázejícími proces štěpení. Neutrony produkované při štěpení se totiž mohou v 238U pohlcovat, čímž vzniká 239U, který se přes neptunium postupně rozpadá dvojnásobnou emisí elektronu (tj. dvěma následnými rozpady beta) na 239Pu. To je samo alternativním štěpným materiálem k 235U (pozůstatky jeho štěpení byly v Oklu skutečně nalezeny), ale zároveň se toto plutonium emisí částice alfa rozpadá (s poločasem rozpadu cca 24 tisíc let) na 235U. Reaktory využívající tento proces jaderní inženýři nazývají množivé ("breed"). Reaktory v Oklu tak byly nejen prvními jadernými reaktory vůbec, ale také prvními reaktory množivého typu. Mohly tak štěpit ještě více 235U, než bylo původně přítomno v tamní uranové rudě. 

## Podmínky pro nastartování štěpné reakce
- Velikost aktivní zóny (uranového ložiska) – měla by přesáhnout průměrnou délku definovanou jako dolet neutronu schopného způsobit další štěpnou reakci tj. cca 2/3 metru.
- Vysoká koncentrace uranu v rudě (50 až 60 % v oblasti Oklo) a zároveň velmi nízká koncentrace látek pohlcujících neutrony (např. bór).
- Přítomnost vody – sloužící jako moderátor pro intenzivní zpomalování rychlých neutronů uvolňovaných při štěpení.

## Princip samoregulačního mechanismu
Fakt, že se řetězová reakce udržela několik tisíc let a nedošlo k explozi, nabádá k zamyšlení, jak docházelo k jeho regulaci a kontrole reaktivity. Právě prudký nárůst štěpné reakce by měl za následek roztavení horniny či dokonce jaderný výbuch. Provedené výzkumy v dané oblasti objevily dva alternativní mechanismy, které se s největší pravděpodobností odehrály.

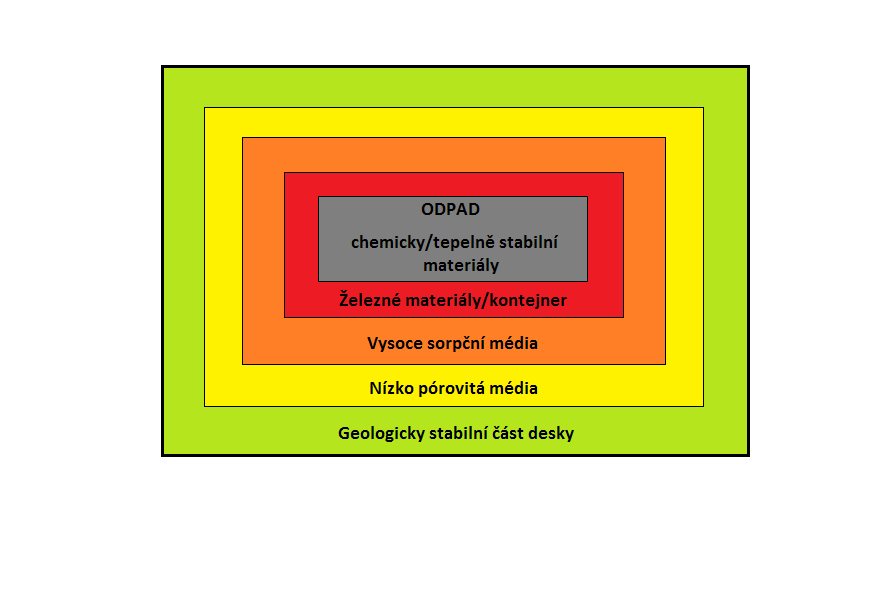
Mnohonásobné bariéry

- První popisuje zvýšení koncentrace neutronových absorbátorů (bór nebo prvky vzácných zemin) při procesu jaderného hoření v některých oblastech zóny reaktoru, což vedlo k zastavení reakce (v důsledku zvýšení absorpce neutronů se stala podkritickou) a k jejímu přestěhování do jiné oblasti.
- Druhý mechanismus bral v potaz vodu jako neutronový moderátor, který se s rostoucí reakcí, a tedy zvyšující se teplotou, vypařoval. Protože vznikající pára má menší hustotu než voda, také hůře moderuje (zpomaluje neutrony). A po čase, kdy se efektivita zpomalování neutronů snížila natolik, že se soustava stala podkritickou, reakce ustala. Pro její opětovné nastartování bylo zapotřebí, aby reaktor zchladl, a tudíž voda mohla opět zaplavit aktivní zónu.

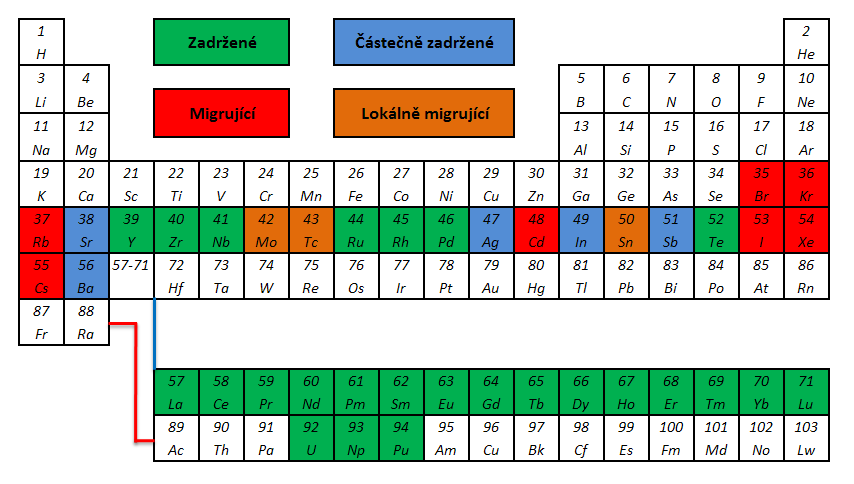
Periodická tabulka prvků znázorňující míru dlouhodobé migrace jednotlivých štěpných produktů a aktivačních produktů v zemské kůře.

Dle druhé teorie, která byla později potvrzena a zveřejněna v časopise Physical Review Letters skupinou vědců pod vedením A.P. Meshnikem z Washingtonské university, pracoval reaktor v cyklickém režimu s cca tříhodinový intervalem, kde aktivní období probíhající řetězové reakce bylo vyčísleno na cca 30 minut. Veškeré závěry vědecké práce jsou založeny na analýze izotopického složení xenonu v aktivní zóně. Xenon není přítomen v samotné uranové rudě, ale vzniká v procesu jaderného štěpení, především z beta rozpadů přímých štěpných produktů. Jelikož xenon je plyn, při kontinuálním režimu fungování reaktoru s trvale ohřátou aktivní zónou by difuze musela způsobit jeho rychlý únik do okolí. Při cyklickém režimu, kdy se aktivní zóna periodicky ochlazuje, je však část vyprodukovaného xenonu uvězněna v zapouzdřených aluminium-fosfátových zrnech. Právě zmíněné zapouzdření štěpných produktů do aluminium-fosfátových zrn by mohlo být nápomocné pro vyřešení v současnosti asi největšího problému v jaderné energetice tj. skladování vyhořelého (použitého) paliva. Přírodní reaktory a jejich okolí v oblasti Oklo představují koncept tzv. mnohonásobné bariéry pro uložení radioaktivního odpadu. Tudíž jsou zbytky reaktorů v Oklu neocenitelným zdrojem poznatků o dlouhodobé míře migrací jednotlivých štěpných produktů v zemské kůře. Z toho důvodu těžba uranu, která v lokalitě Oklo probíhala od šedesátých let 20. století, byla dočasně zastavena. Oklo je vlastně jakýmsi testovacím úložištěm radioaktivního odpadu, které ukazuje, jak by lidmi vybudované úložiště mohlo vypadat po uplynutí geologických věků.

## Stabilita konstanty jemné struktury
Výzkumem v přírodním reaktoru se podařilo ověřit stabilitu konstanty jemné struktury, protože její hodnota ovlivňuje i izotopové složení produktů štěpení.
Například poměr izotopů 149Sm a 150Sm: Samarium 149 pohlcuje neutrony a stává se izotopem 150. Účinnost záchytu neutronů závisí mimo jiné i na konstantě jemné struktury.
Závěr je, že jaderné reakce tehdy probíhaly jako dnes a konstanta se tedy za 2 miliardy let nezměnila.